# Ann Christiansen
Ann Christiansen (* 9. Juni 1966 in Göteborg als Ann Linder) ist eine ehemalige schwedische Schwimmerin.

## Leben
Ann Christiansen war mehrfach Schwedische Meisterin, nahm 1984 an den Olympischen Spielen teil und wurde 1998 dreifache Weltmeisterin in der Altersklasse 30–34 Jahre. Von 1984 bis 1991 arbeitete sie als Model. Nach dem Ende ihrer Schwimm- und Modelkarriere machte sie eine Ausbildung in verschiedenen Techniken der Physiotherapie und Nia, die sie seitdem beruflich ausübt. Christiansen unterrichtet als einzige Nia Trainerin, neben dem White-, Blue- und Green Belt, auch die höheren Beltstufen (Brown- und Black Belt). Sie ist selbst Nia Choreographin und hat bereits 3 Nia Routines kreiert.

## Sportliche Erfolge
- 1980–1984: Mitglied des schwedischen Schwimm-Nationalteams
- 1981: Schwedische Landesmeisterin in 1500 m Freistil
- 1981: Teilnahme an der EM in Split
- 1982: Teilnahme an der WM in Guayaquil (9. Platz in 800 m Freistil)
- 1984: Teilnahme an den Olympischen Spielen in Los Angeles (9. Platz in 800 m Freistil)